# Elina

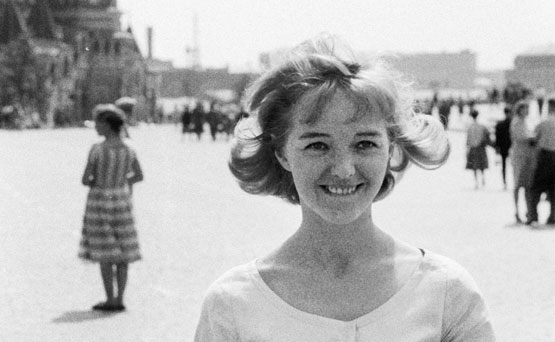
Elina Salo

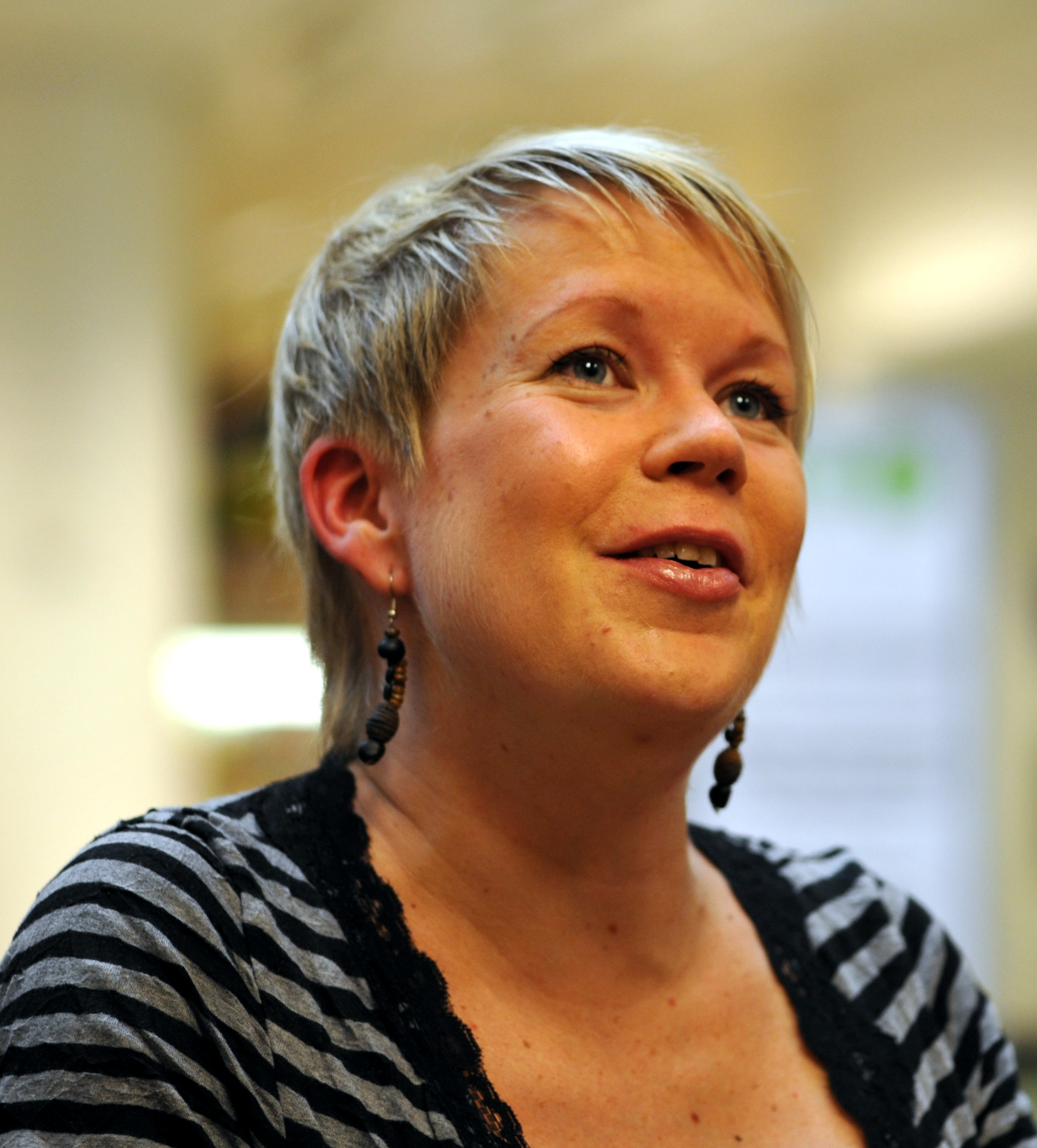
Elina Hirvonen

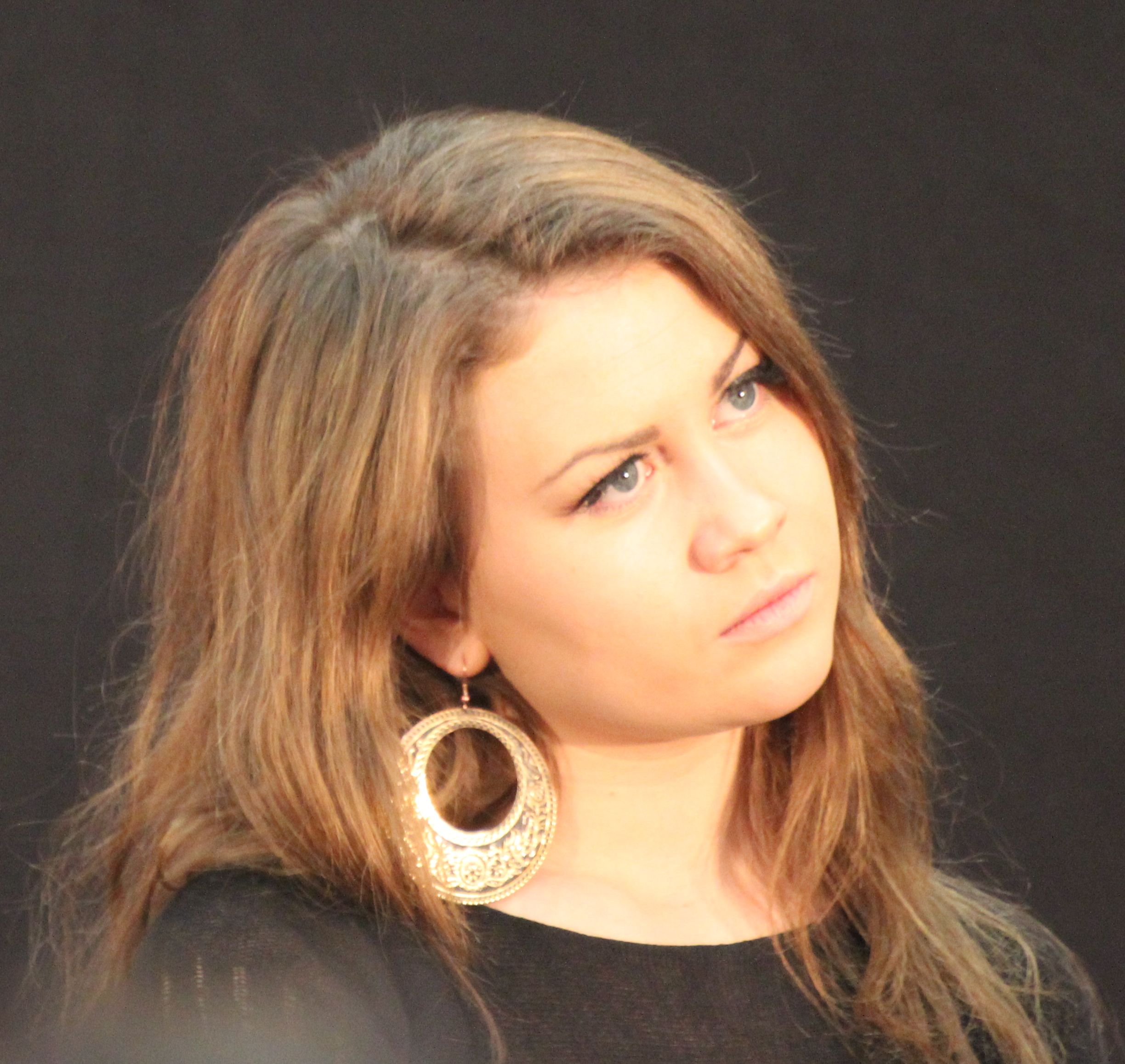
Elina Born

Elina är en sidoform till Elin som är en svensk form av det grekiska namnet Helena.
Namnet är vanligt förekommande i Finland och Grekland. Det finns även i Estland. Däremot är det en myt att namnet skulle vara ryskt. I Ryssland har Helena istället blivit Jelena.[källa behövs]
Den 31 december 2022 fanns det totalt 11 042 kvinnor folkbokförda i Sverige med namnet Elina, varav 6 362 bar det som tilltalsnamn.
Elina följde Elin uppåt på topplistan under 1980-talet och stagnerade också samtidigt i mitten av 1990-talet. Namnet har tidigare varit ganska ovanligt i Sverige men ökat i takt med invandringen från Finland. Många av de som bär namnet är andra generationens sverigefinnar. Under 2004 låg Elina på plats 69 över de 100 vanligaste namnen som getts till flickor. Då hade namnets popularitet sjunkit från 2003 där Elina låg på plats 64. Trend / popularitet: Ökande. [källa behövs]

Namnsdag: saknas (1986-1992: 31 juli). I den finlandssvenska namnsdagslängden har Elina namnsdag 10 februari sedan 1950.

## Personer med namnet Elina
- Elina Born, estnisk sångerska
- Elina Brotherus, finländsk konstnär
- Elina Bystritskaja, rysk skådespelare
- Elina Duni, albansk-schweizisk sångerska
- Elina Eggers, svensk simhoppare
- Elina Hirvonen, finländsk författare
- Elina Konstantopoulou, grekisk sångerska
- Elina Linna, svensk politiker (v)
- Elina Merenmies, finländsk konstnär
- Elina Nelson, svensk sångerska, deltagare i Idol 2005
- Elina Raeder, svensk röstskådespelare
- Elina du Rietz, svensk komiker
- Elina Ryd, svensk sångerska
- Elina Rönnlund, svensk längdskidåkare
- Elina Salo, finländsk skådespelare
- Elina Thorsell, svensk sångerska och medlem i bandet Timoteij
- Elina Vaara, finländsk författare
- Elina Valtonen, finländsk politiker
- Elina Åberg, svensk politiker (mp)